# Brêmes
Brêmes (Nederlands (minder gebruikelijk) en Frans-Vlaams: Bramen) is een gemeente in het Franse departement Pas-de-Calais (regio Hauts-de-France). De gemeente telt 1315 inwoners (1999) en maakt deel uit van het arrondissement Calais.

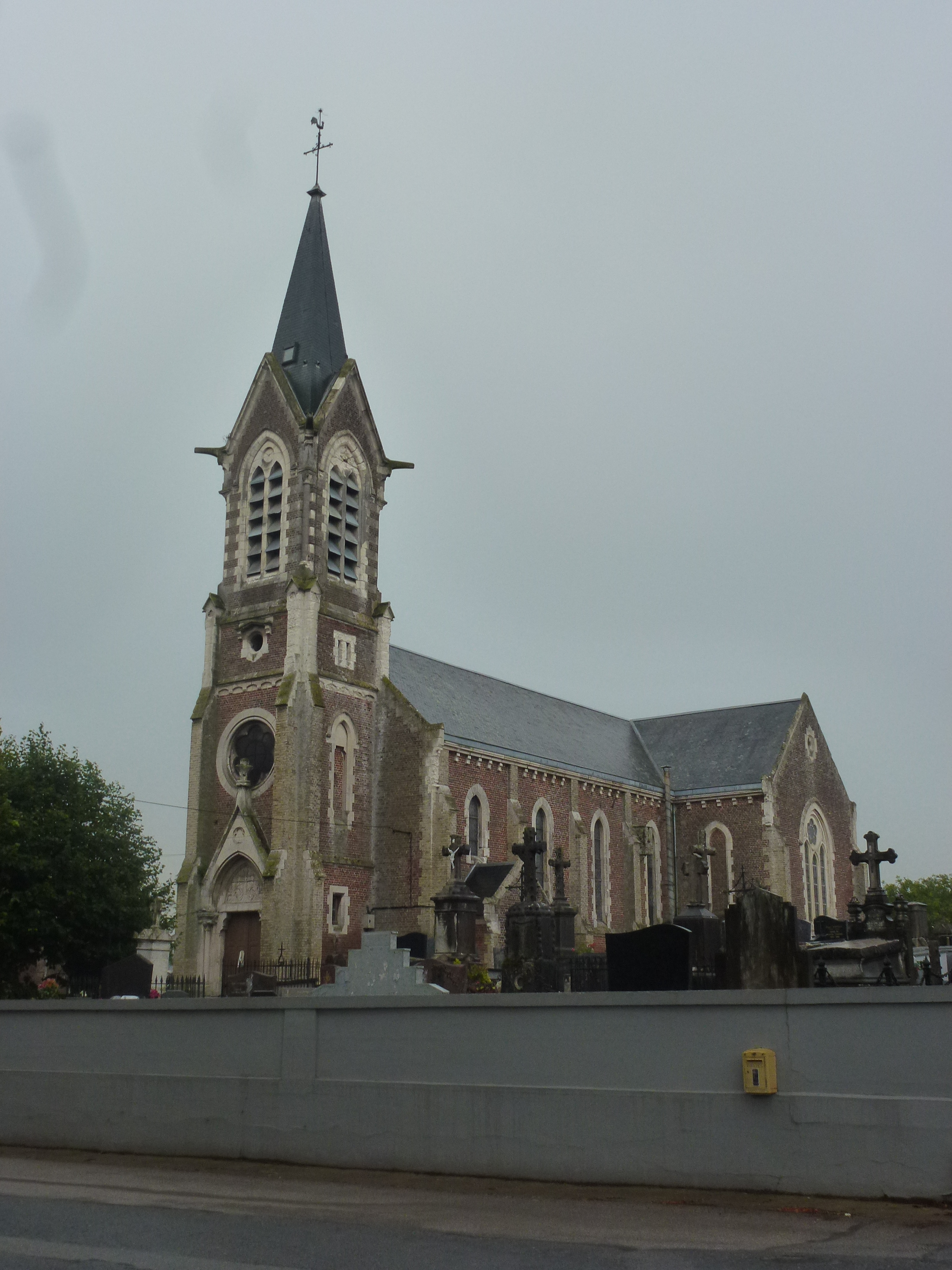
Église Saint-Martin

## Naam
De plaatsnaam heeft een Oudnederlandse herkomst. De oudste vermelding is van 1164 als Brames. Het betreft een zelfstandig naamwoord en de plaatsnaam verwijst naar c.q. is afgeleid van het woord bramen (braamstruik). De huidige Franstalige plaatsnaam is hiervan een fonetische nabootsing. 
De naam van de plaats luidt in het Frans-Vlaams: Bramen.

## Geschiedenis
De kerk van Brêmes had die van Ferlinghem als hulpkerk.
Op het eind van het ancien régime werd Brêmes een gemeente, waar ook de parochie Ferlinghem werd in ondergebracht. Brêmes zelf bestond uit twee kernen: het dorpscentrum met de parochiekerk, en het iets lager gelegen en Basse-Ville. Basse-Ville lag zo'n anderhalve kilometer ten noordoosten, tegen de gemeentegrens en tegen de omwalling van de stad Ardres aan, waarvan het een soort buitenwijk was. Deze twee kernen raakten in de loop van de 20ste eeuw vergroeid door lintbebouwing.

## Geografie
De oppervlakte van Brêmes bedraagt 7,3 km², de bevolkingsdichtheid is 180,1 inwoners per km². Het dorpscentrum ligt in het noordelijke deel van de gemeente en is vergroeid met het centrum van het stadje Ardres. In het zuidelijk deel van de gemeente ligt het gehucht Ferlinghem.
In het noorden van de gemeente bevindt zich een vijvergebied met het Étang de Brêmes.
De onderstaande kaart toont de ligging van Brêmes met de belangrijkste infrastructuur en aangrenzende gemeenten.

## Bezienswaardigheden
- De Église Saint-Martin, met enkele kunstwerken die werden geklasseerd als monument historique. In 1935 klasseerde men een 16de- of 17de-eeuws standbeeld van de Heilige Maagd en in 1975 klasseerde men enkele schilderijen: een 16de-eeuws schilderij van Maria met Kind en Sint-Anna en 17de-eeuws schilderijen van het Kind Jezus en Johannes de Doper, van de Geseling van Christus en van de Kruisafneming.

## Demografie
Onderstaande figuur toont het verloop van het inwonertal (bron: INSEE-tellingen).

## Verkeer en vervoer
Brêmes ligt op de weg tussen Ardres en Guînes.